# Baryplegma apiata
Baryplegma apiata är en tvåvingeart som först beskrevs av Wulp 1899.  Baryplegma apiata ingår i släktet Baryplegma och familjen borrflugor. Inga underarter finns listade.